# Salvia madrensis
Salvia madrensis es una especie de planta fanerógama de la familia de las lamiáceas.

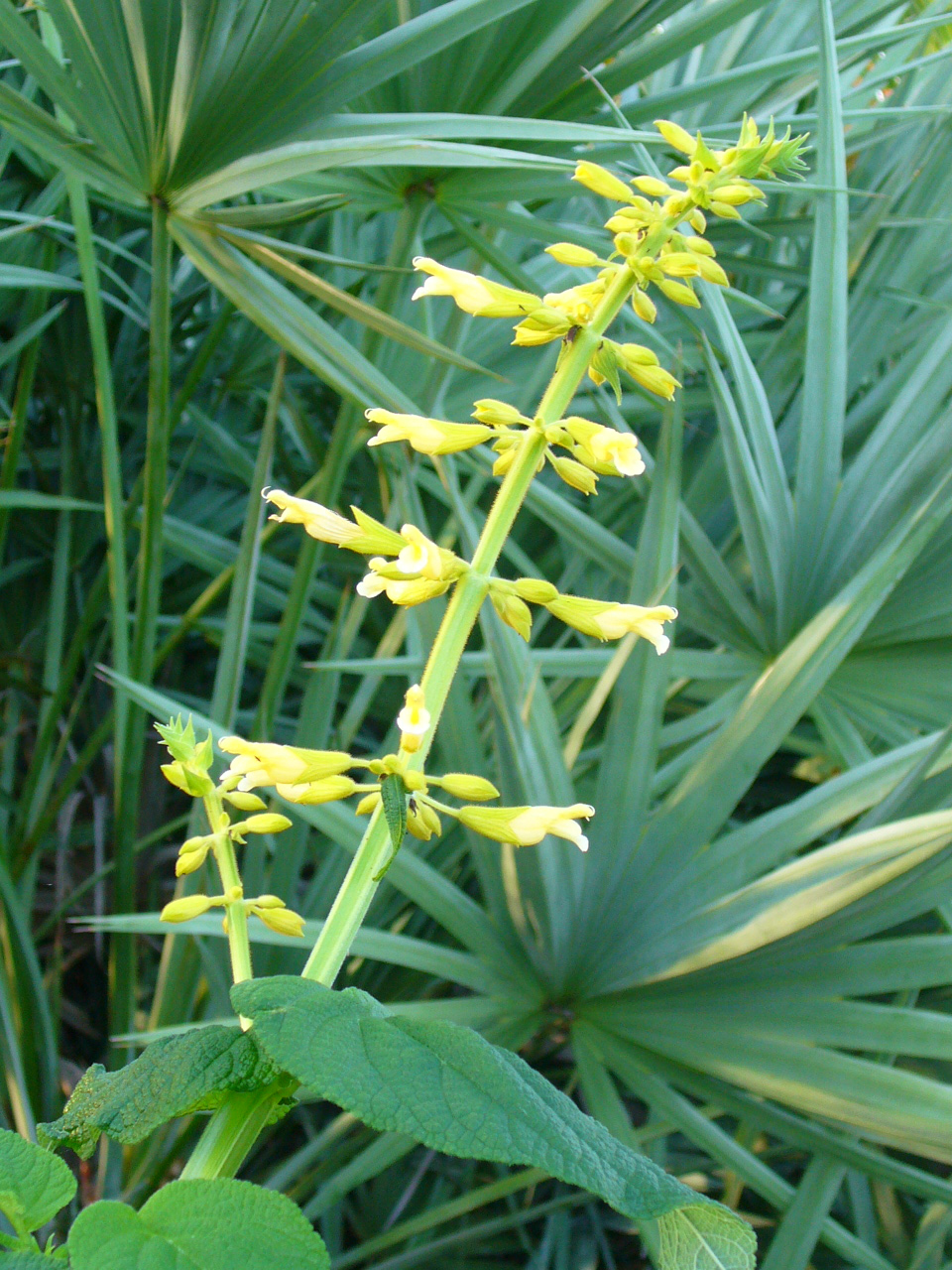
Inflorescencia

## Distribución y hábitat
Salvia madrensis es una planta con flores amarillas originaria de la Sierra Madre Oriental en México, creciendo a 1.300-1.800 metros de altura en áreas cálidas y húmedas.

## Descripción
Salvia madrensis pasa la primera parte de la temporada de crecimiento alcanzando los tallos de 120-210 cm de altura que son gruesos (5 cm) y cuadrados, con cantos en cada esquina haciendo hincapié en la perpendicularidad. Las hojas son ásperas, en forma de corazón de color verde y están ampliamente espaciadas en el tallo, más grandes en la parte inferior a  más pequeñas en la parte superior, dando una exuberante cubierta a la planta. Numerosas inflorescencias están cubiertas de flores de color amarillo que se encuentran en verticilos. Los cálices son aromáticas y cubierto de glándulas pegajosas. La floración comienza a finales de agosto, con una duración hasta las heladas.

## Taxonomía
Salvia madrensis fue descrita por Berthold Carl Seemann y publicado en The Botany of the Voyage of H.M.S. ~Herald~ 327, t. 70. 1856.
Etimología
Ver: Salvia
madrensis: epíteto  específico se refiere a las altas montañas donde crece, Sierra Madre Oriental.